# Coelopleurus floridanus
Espèce
Coelopleurus floridianus est une espèce d’oursin de la famille des Arbaciidae.

## Description
C'est un oursin des grands fonds. Ses radioles (piquants) sont clairsemées, extrêmement longues comparées au corps, de section triangulaire, légèrement courbes et de couleur rouge vif ; son test (coquille) est pour sa part plutôt petit mais très coloré, rouge sur les cinq aires interambulacraires et blanc pur sur les ambulacres ; ces couleurs si voyantes sont étonnantes pour un animal vivant ainsi dans le noir complet, et leur fonction n'a pas encore été élucidée. Même le squelette calcaire du test est très coloré, orange pâle sur les interambulacres et avec des ambulacres liserés de rouge et un appareil apical orange.

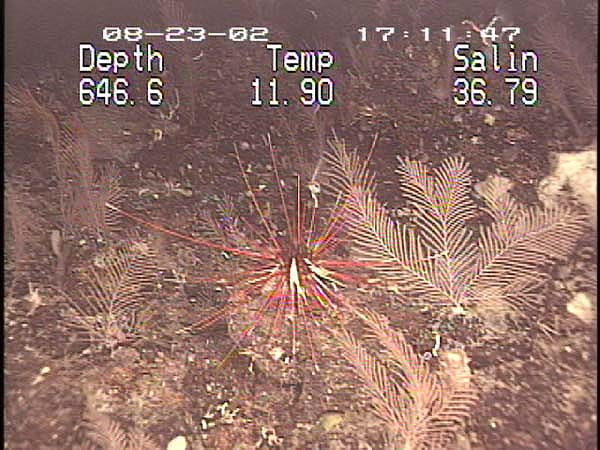
Coelopleurus floridanus à 600 m de profondeur en mer des Caraïbes.
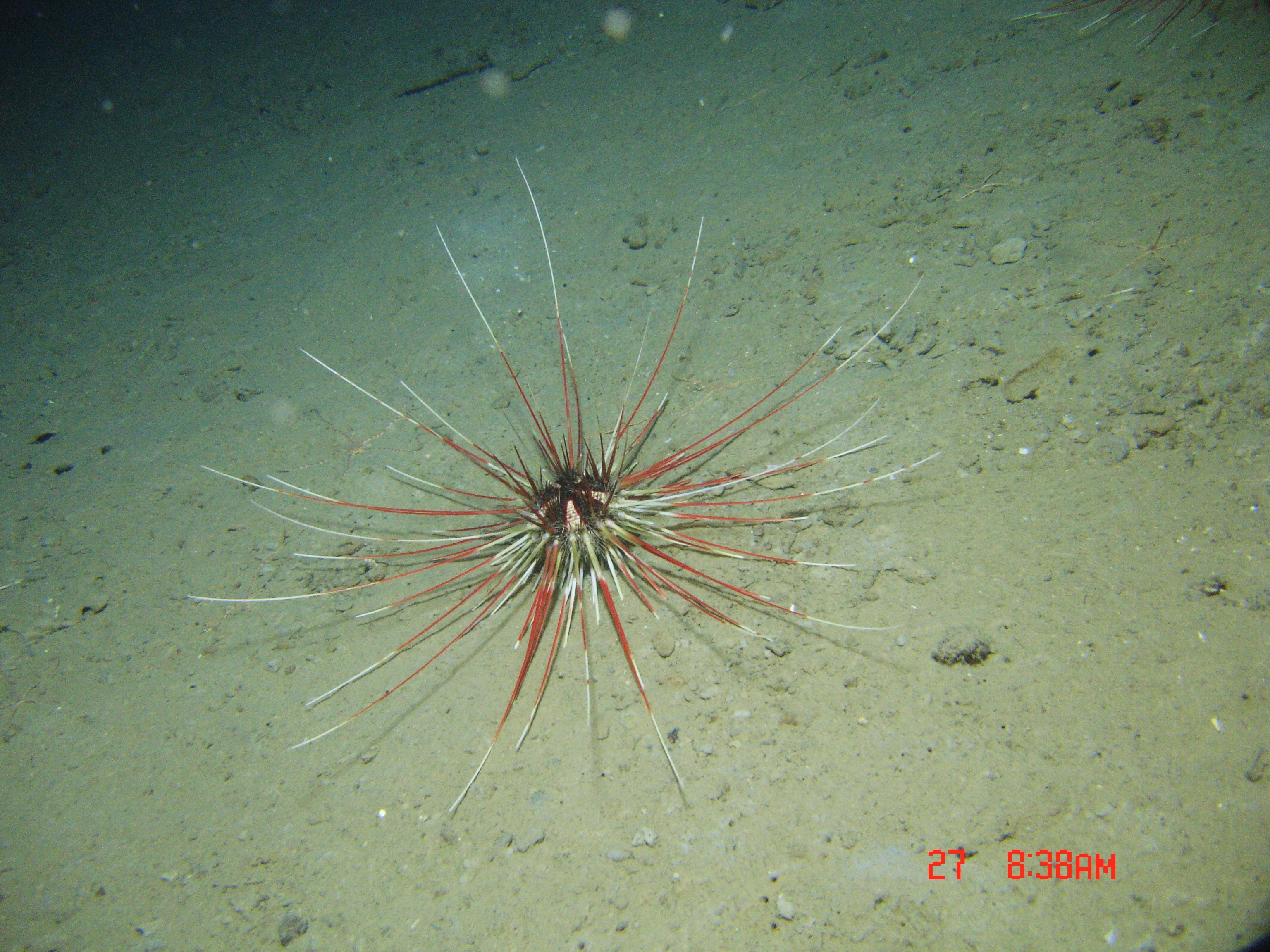
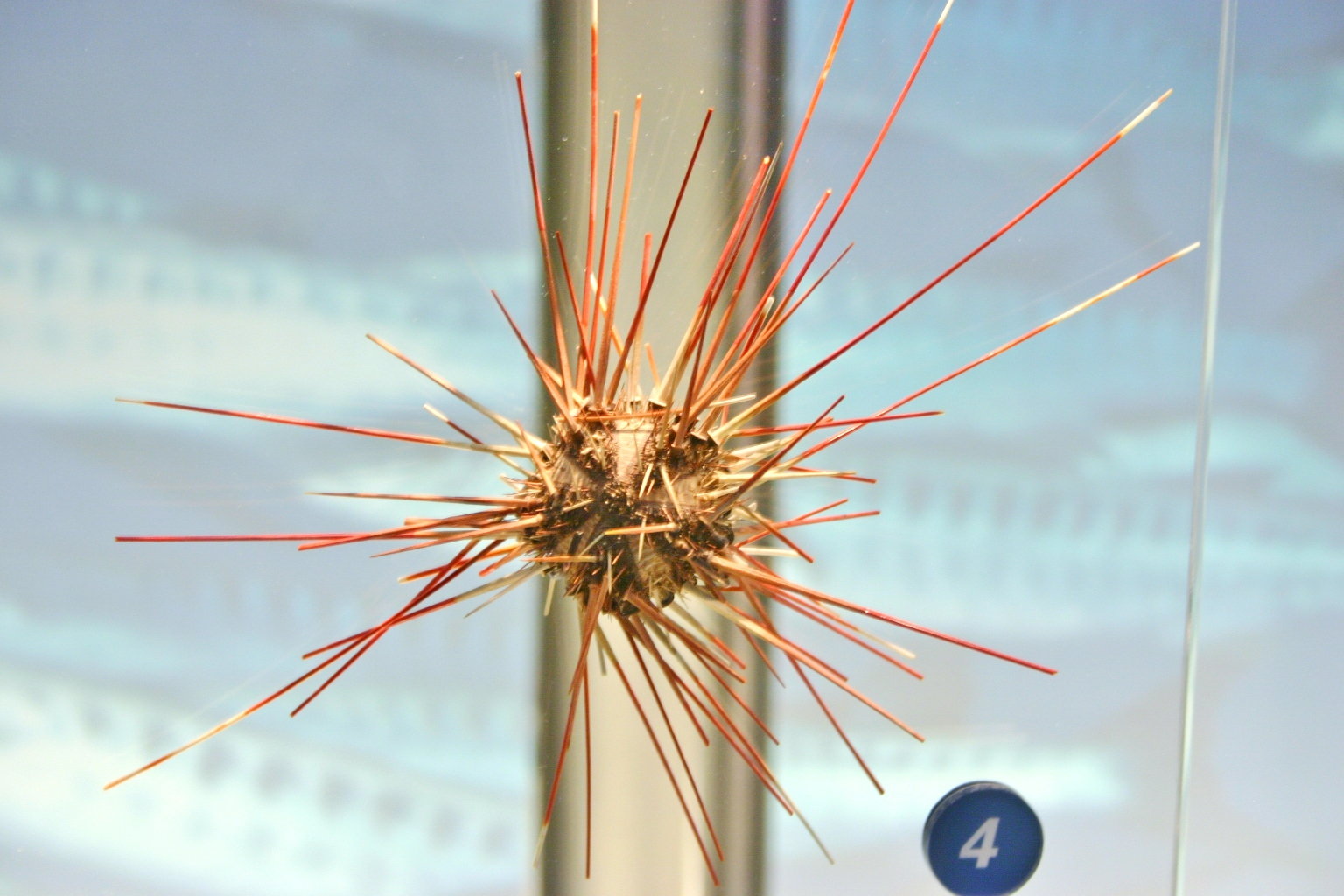
Spécimen de muséum.

## Habitat et répartition
On trouve ces oursins dans les eaux abyssales du golfe du Mexique, à partir de 70 m de profondeur.